# 鳴海崇志
鳴海 崇志（なるみ たかし、7月29日 - ）は、日本の男性声優。青森県出身。TABプロダクション、Ability Soul Pro準所属を経て現在はEARLY WING所属。

## 出演
太字はメインキャラクター。

### テレビアニメ
2011年
- ぬらりひょんの孫 〜千年魔京〜（京妖怪、陰陽師）
- 星空へ架かる橋（酒井泰造）

2012年
- さんかれあ（運転手、主人、親戚C）

2013年
- 世界でいちばん強くなりたい!（カメラマン、レポーター、報道、スタッフ、観客）

2014年
- 健全ロボ ダイミダラー（大臣）
- selector infected WIXOSS（カメラマン、スタッフ）
- 普通の女子校生が【ろこどる】やってみた。（和菓子屋の店主）

2015年
- アルスラーン戦記（2015年 - 2016年、兵士、海賊） - 2シリーズ
- 銀魂（2015年 - 2018年、軽トラック運転手、守護霊A、町人C） - 2シリーズ
- GATE 自衛隊 彼の地にて、斯く戦えり（2015年 - 2016年、笹川隼人、警官、ゴールドマン、ゾルザルのとりまき、ギムレット・ジン・ライム 他） - 2シリーズ
- コメット・ルシファー（警備兵）
- トライブクルクル（イケメン）
- 落第騎士の英雄譚（査問官）

2016年
- Re:ゼロから始める異世界生活（宿屋の主人） - 2020年に第1期新編集版が放送
- 機動戦士ガンダム 鉄血のオルフェンズ（ドルト組合員）
- 食戟のソーマ 弐ノ皿（研究員）
- Dimension W（加藤）
- ツキウタ。 （ディレクター）
- テイルズ オブ ゼスティリア ザ クロス（側近）
- 一人之下 THE OUTCAST（趙）
- ブブキ・ブランキ（ブブキ警官）
- プリンス・オブ・ストライド（実況）

2017年
- 恋愛暴君（青司の父、強盗、引田五二三、おじさん、樒の父 他）
- 天使の3P!（コンビニ店員）
- 18if（喫茶店のマスター、監督）
- ナナマル サンバツ（国語教師）
- 十二大戦（傭兵B）

2018年
- BEATLESS（男A、抗体ネットワークA、ゾンビhIE、警官役hIE、高級官僚〈中枢C〉 他） - 2シリーズ
- レイトン ミステリー探偵社 〜カトリーのナゾトキファイル〜（2018年 - 2019年、研究者A、オルコット、ジョリー）
- デビルズライン（橘）
- アンゴルモア 元寇合戦記（繩次郎、真継男、洪茶丘軍幹部）
- ユリシーズ ジャンヌ・ダルクと錬金の騎士（部下、イングランド兵B、衛兵B、傭兵B 他）
- 1日外出録ハンチョウ（ショップ店員B）
- 抱かれたい男1位に脅されています。（田部克己）

2019年
- B-PROJECT〜絶頂*エモーション〜（虎ノ門ラジオP）
- 歌舞伎町シャーロック（依頼人、男性）

2021年
- はたらく細胞BLACK（主細胞、一般細胞、毛母細胞）
- ピーチボーイリバーサイド（農民、騎士、黄面鬼、住人、低級鬼 他）
- 進化の実〜知らないうちに勝ち組人生〜（レスター）

2022年
- ニンジャラ（2022年 - 2024年、住人、ボーイ長、テディベアギャング、男、アーティスト）
- シャドウバースF（2022年 - 2023年、ツバサの担任、おもちゃ屋の店主）
- オーバーロードIV（事務総長）

2023年
- BLEACH 千年血戦篇-訣別譚-（死神）
- AIの遺電子（院長）
- ポーション頼みで生き延びます!（サラザン、枢機卿）

2024年
- 天穂のサクナヒメ（タマ爺）

2025年
- 誰ソ彼ホテル（切子）
- トリリオンゲーム（重役）
- 完璧すぎて可愛げがないと婚約破棄された聖女は隣国に売られる（ピルツ）
- 鬼人幻燈抄（男）

### 劇場アニメ
- 劇場版 誰ガ為のアルケミスト（2019年、村人）

### OVA
- 普通の女子校生が【ろこどる】やってみた。 クリスマススペシャル（2015年、和菓子屋の店主）
- 銀魂° 愛染香篇 前編（2016年、駆け落ち男） - コミックス第65巻DVD同梱版

### Webアニメ
- コタローは1人暮らし（2022年、親方、詐欺師A）
- テルマエ・ロマエ ノヴァエ（2022年、剣闘士、おじさん、おじちゃん、蛮族、布告官）

### ゲーム
2014年
- アクセルナイツ2 フルスロットル（マキシム）

2015年
- 魔壊神トリリオン（ガーオ）

2016年
- マビノギ（セーラ）
- 一血卍傑（ボロボロトン、タワラトウタ、イシマツ）

2017年
- 誰ソ彼ホテル（切子）

2018年
- 銀魂乱舞（春雨、辰羅、幕府軍、伊賀忍軍）
- 神獄塔 メアリスケルター2（タクミ）
- 月煌－Luster－（モンキーキング、ダイメル、エヴラール、試験官）

2020年
- ブイブイブイテューヌ（HERO）
- 神獄塔 メアリスケルターFinale（タクミ）
- 天穂のサクナヒメ（タマ爺）

2022年
- 誰ソ彼ホテルRe：newal（切子）
- コードギアス 反逆のルルーシュ ロストストーリーズ

2023年
- 超探偵事件簿 レインコード（怪しげな男性）

2024年
- ファイナルファンタジーVII リバース
- Death end re;Quest Code Z（山村縁）

### ドラマCD
- 彼岸島（吸血鬼）

### 吹き替え

#### 映画
- 少林寺 怒りの金剛拳（徐昭〈ション・シンシン〉）
- スターリングラード 史上最大の市街戦（青年兵、救急隊員 他）
- 梟-フクロウ-（仁祖〈ユ・ヘジン〉[22]）
- ペーパー・タイガース（ウェイター〈ユウジ・オクモト〉）

#### ドラマ
- アンブレイカブル・キミー・シュミット（ドン・グエン〈キー・ホン・リー〉、チン）
- 王は愛する（ヨンボク〈キム・ギョンジン〉）
- Between/ビトウィーン（ロニー、フェリックス）
- 秘密の扉（チャン内官）
- 御史とジョイ(国王)
- 夫婦の世界(ガンソク)

#### アニメ
- レゴ ネックスナイツ（ロベルト・アーノルディ）

### ボイスオーバー
- 世界一周 魅惑の鉄道紀行「アゼルバイジャンの旅」

### デジタルコミック
- UULAマンガ「クロサギ」
- UULAマンガ「砂の栄冠」（吉原邦夫[23]）
- UULAマンガ「僕の初恋をキミに捧ぐ」
- dTV「パーフェクトワールド」
- 咲ちゃんは淫魔の子（合掌）（2021年[24]）
- 俺の可愛い弟は（2023年、優河の父）[25]
- 極道さんはパパで愛妻家（2023年、東雲吾郎）[26]
- 殺陣ロール(2023年、沼津)

### 舞台
- ことだま屋本舗EXステージ『クロボーズ』（2016年11月27日、ヴァリニャーノ 他）
- ことだま屋本舗EXステージvol.2『戦国新撰組』（2017年6月25日、木下藤吉郎）
- ことだま屋本舗EXステージvol.4『戦国新撰組-結-』（2018年6月24日、木下藤吉郎）

### シリーズ一覧
1. ↑  第1期（2015年）、第2期『風塵乱舞』（2016年）
2. ↑  第3期『銀魂ﾟ』（2015年）、第4期『銀魂.』（2017年 - 2018年）
3. ↑  第1クール（2015年）、第2クール（2016年）
4. ↑  『BEATLESS』、『BEATLESS Final Stage』